# Opisthacantha giraulti
Opisthacantha giraulti är en stekelart som beskrevs av Alan Parkhurst Dodd 1914. Opisthacantha giraulti ingår i släktet Opisthacantha och familjen Scelionidae. Inga underarter finns listade i Catalogue of Life.